# Zea (município)
Zea é um município da Venezuela localizado no estado de Mérida.
A capital do município é a cidade de Zea.